# 세드리크 칸
세드리크 칸(Cédric Kahn, 1966년 6월 17일 ~ )은 프랑스의 각본가, 영화 감독, 배우이다.

## 작품 목록

### 영화 연출 및 각본
- 권태 (1998)
- 로베르토 수코 (2001)
- 붉은 빛 (2004)
- 기도하는 소년 (2018)

### 영화 출연
- 업 포 러브 (2013)
- 콜드 워 (2018)